# Schempp-Hirth Nimbus-4
Lo Schempp-Hirth Nimbus-4 è una famiglia di alianti ad alte prestazioni mono/biposto classe Open FAI progettati da Klaus Holighaus e costruiti dall'azienda aeronautica tedesca Schempp-Hirth Flugzeugbau Gmbh dagli anni novanta.
Evoluzione del precedente Nimbus-3 e destinato al mercato del volo a vela da diporto e competizione, venne prodotto in diverse varianti caratterizzate dalla configurazione mono o biposto e dalla presenza o meno di un piccolo motore ad elica retrattile per poter decollare autonomamente.
Degli oltre 100 esemplari costruiti, in tutte le varianti, due Nimbus-4D risultano essere stati acquistati da forze aeree, destinati a essere impiegati nei reparti da addestramento al volo di Aeronautica Militare, marche VV1 (MM100057), e Armée de l'Air, marche YR.

## Varianti
Nimbus-4
monoposto
Nimbus-4T
monoposto motorizzato
Nimbus-4M
monoposto motorizzato
Nimbus-4D
biposto
Nimbus-4DT
biposto motorizzato SOLO 2350 26,6 CV (19,6 kW)
Nimbus-4DM
biposto motorizzato Rotax 535C 59 hp (44 kW)
Nimbus-4DL
biposto a fusoliera lunga
Nimbus-4DLT
biposto a fusoliera lunga motorizzato SOLO 2350
Nimbus-4DLM
biposto a fusoliera lunga motorizzato Rotax 535C